# Hanno clonato Tyrone
Hanno clonato Tyrone (They Cloned Tyrone) è un film del 2023 diretto da Juel Taylor.

## Trama
Uno strano trio comincia ad indagare su una nociva organizzazione governativa a seguito di alcuni eventi inquietanti.

## Produzione
Le riprese del film sono cominciate nel dicembre 2020 ad Atlanta, Georgia e in alcune zone limitrofe.

## Distribuzione
Il film è stato distribuito sulla piattaforma Netflix a partire dal 21 luglio 2023.